# (5657) Groombridge
(5657) Groombridge est un astéroïde de la ceinture principale découvert le 2 août 1936 par l'astronome allemand Karl Wilhelm Reinmuth.

## Historique
Le lieu de découverte, par l'astronome allemand Karl Wilhelm Reinmuth, est Heidelberg (024).